# 환희 (정서)

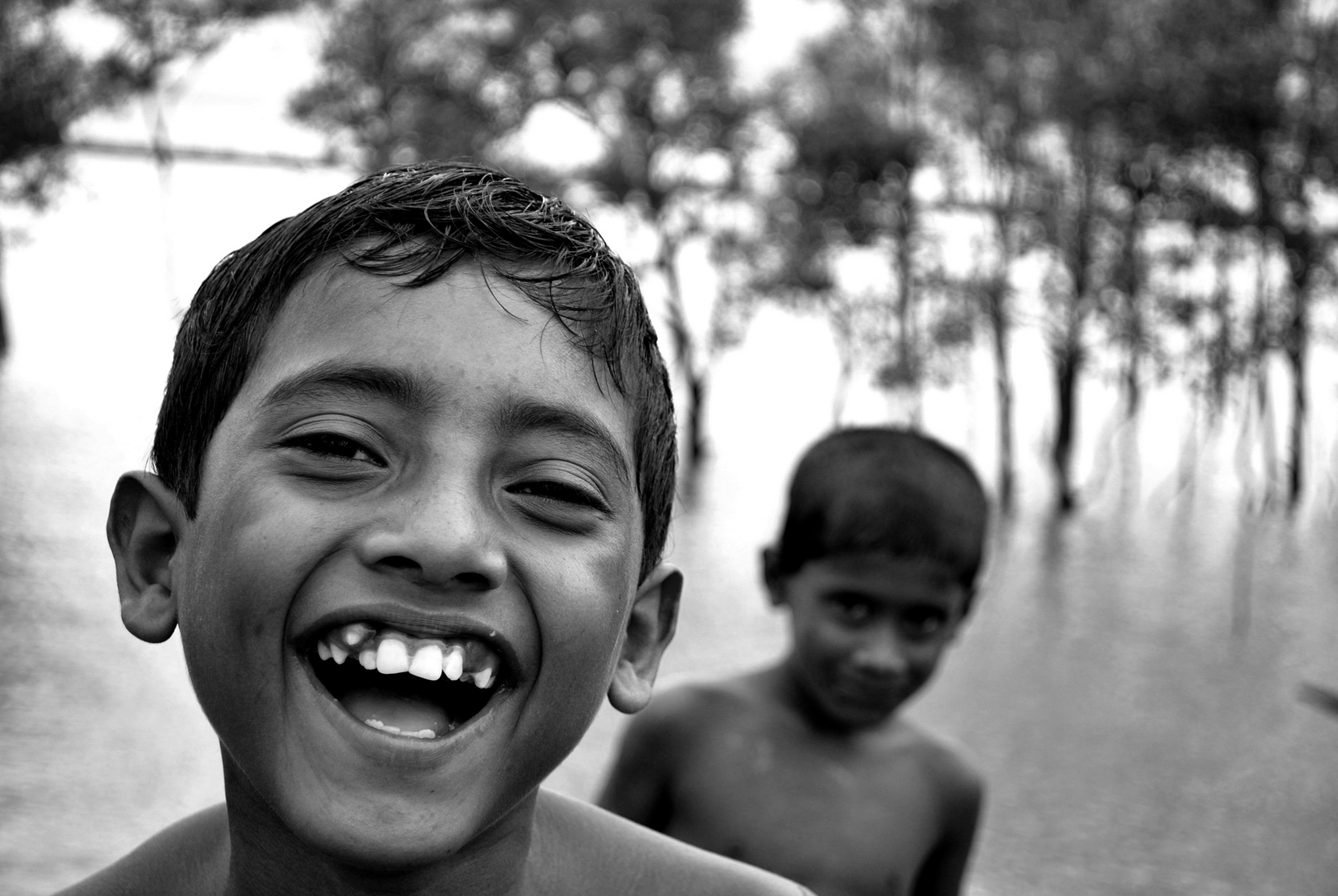
웃음은 일반적인 환희의 표현이다.

환희(歡喜, Pronunciation)는 웰빙, 성공 또는 행운에 의해 유발되는 정서를 말하며 일반적으로 강렬하고 오래 지속되는 행복의 감정과 관련이 있다.
기쁨의 사전 정의에는 일반적으로 경험한 신체적 감각이나 좋은 소식을 받는 것과 같은 외부 사건에 대한 반응으로 감지된 감정이 포함된다.

## 같이 보기
- 행복
- 기쁨
- 보상시스템